# Stary Kadłub
Stary Kadłub – wieś sołecka w Polsce położona w województwie mazowieckim, w powiecie białobrzeskim, w gminie Stara Błotnica.
| SIMC    | Nazwa       | Rodzaj    |
| ------- | ----------- | --------- |
| 0638406 | Krzywda     | część wsi |
| 0638412 | Kurdybanów  | część wsi |
| 0638429 | Nowy Kadłub | część wsi |

W latach 1975–1998 miejscowość administracyjnie należała do województwa radomskiego.
Wierni Kościoła rzymskokatolickiego należą do parafii Narodzenia Najświętszej Maryi Panny w Starej Błotnicy. 